# Laphria aureopilosa
Laphria aureopilosa är en tvåvingeart som beskrevs av Ricardo 1900. Laphria aureopilosa ingår i släktet Laphria och familjen rovflugor. Inga underarter finns listade i Catalogue of Life.